# Halvar Lech
Joel Christer Halvar Lech, född 15 september 1894 i Kvistofta socken, Malmöhus län, död 26 december 1977 i Sankt Görans församling i Stockholm, var en svensk jurist. Han var bror till Per Lech och far till Christer Lech.
Lech, vars far var kyrkoherde, blev juris kandidat vid Lunds universitet 1916, kriminalassessor vid Stockholms rådhusrätt 1923, civilassessor 1927 och rådman 1936. Han var justitieråd 1944–1961 och ordförande på avdelning 1960–1961. Lech blev auditör 1935 (vice 1929) och krigsdomare 1941. Han var sekreterare i föreningen Sveriges stadsdomare 1935–1938, styrelseledamot 1938–1944, sakkunnig i överläggningar med straffrättskommissionen 1937–1940 ich 1942–1944, ställföreträdande militieombudsman 1943–1944, ledamot av lagrådet 1948–1950 och 1954–1956, ordförande i stiftelsen Rödakorshemmet och ledamot i överstyrelsen för Svenska Röda Korset 1949–1957, ordförande i interneringsnämnden 1961–1966, ansvarsförsäkrare i personskadenämnden 1953–1968. Han blev  juris hedersdoktor vid Stockholms universitet 1975. Lech skrev Skadeersättning för personskada (1973) samt uppsatser och artiklar i juridiska tidskrifter. Han är begravd på Kvistofta kyrkogård.

## Utmärkelser
- Kommendör med stora korset av Nordstjärneorden, 5 juni 1954.[1]